# Фрэкшн, Мэтт
Мэтт Фричмен (англ. Matt Fritchman, род. 1 декабря 1975 года), более известный под криптонимом Мэтт Фрэкшн (англ. Matt Fraction) — американский сценарист комиксов, известный по своим работами над сериями Непобедимый Железный человек, The Immortal Iron Fist, Uncanny X-Men, и Соколиный глаз для Marvel Comics и Casanova, Sex Criminals для Image Comics. Четырёхкратный обладатель премии Айснера, двукратный обладатель премии Харви.

## Молодость
Мэтт Фрэкшн родился 1 декабря 1975 года в Чикаго Хайтс, Иллинойс. В детстве он любил рассказывать истории и читать комиксы. Первым комиксом, который он купил, был Бэтмен #316. Его любимые комиксы: Peanuts и Дунсбери. Примерно в 1985—1986 годах он стал еженедельно читать «Crisis on Infinite Earths» — сюжетную арку издательства DC Comics, и обнаружил, что сюжетная линия малопонятна для нового читателя-новичка, незнакомого с предысторией. Это стало причиной, по которой он больше тяготел к Marvel Comics — в число его любимых комиксов вошли Человек-паук, Star Wars и G.I. Joe.
В конце 1990-х годов в Шарлотте Фрэкшн работал в магазине комиксов «Heroes Aren’t Hard to Find».

## Карьера
Фрэкшн начал писать комиксы для небольших издательств, например, AiT/Planet Lar и IDW Publishing. Известность ему принесли такие работы, как The Five Fists of Science и Casanova. Фрэкшн вёл две колонки для сайта Comic Book Resources: «Poplife» и «The Basement Tapes»,, последнюю — совместно с Джо Кейси.
Первой работой Фрэкщна для Marvel Comics стал The Immortal Iron Fist совместно с Эдом Брубейкером. После они недолго работали вместе над Uncanny X-Men, после чего Фрэкшн вплоть до 2011 года писал серию в одиночку. Он работал над The Mighty Thor и Непобедимым Железным Человеком, консультировал создателей фильма «Железный человек 2» на съёмочной площадке фильма, а после — разработчиков видеогры по мотивам фильма
В 2011 году Фрэкшн написал для Marvel Comics мини-серию Fear Itself, которая была главной серией одноимённого кроссовера. В декабре 2011 года он возродил серию Защитники с художником Терри Додсоном и в августе 2012 года вместе с художником Дэвидом Ажа начал работу над сольной серией про  Соколиного глаза В ноябре 2012 года, рамках первой волны Marvel NOW!, была возобновлена серия Fantastic Four, над которой Фрэкшн работал вместе с Марком Багли, параллельно занимаясь написанием её спин-оффа под названием FF вместе с художником Майком Оллредом. В 2013 года Фрэкшн покинул обе серии и занялся другими проектами.
В феврале 2013 года IGN поставил Мэтта Фрэкшна на первое место в списке лучших владельцев Twitter-аккаунтов в комикс-индустрии, назвав его «главным Twitter-пользователем, связанным с комиксами».
В 2013 году Фрэкшн совместно с художником Чипом Здарски написал серию Sex Criminals для Image Comics.

## Личная жизнь
Фрэкшн женат на Келли Сью Деконник, американской сценаристке комиксов и пеерводчице манги на английский язык. У них двое детей — Генри и Таллула.

## Награды
- Eagle Award лучшему писателю-новичку (2008)[23]
- Премия Айснера за «Лучший новую серию» Непобедимый Железный человек (совместно с Сальвадором Ларрокой) (2009)[24]
- PEN Center USA Literary Award (2010)[25][26]
- Премия Харви за «Лучший отдельный выпуск» за Hawkeye #11, «Pizza Is My Business» (2014) (совместно с Дэвидом Ажа).
- Премия Харви за «Лучшую новую серию» за Sex Criminals (2014)(совместно с Чипом Здарски).
- Премия Айснера за «Лучший отдельный выпуск» Hawkeye #11, «Pizza Is My Business» (совместно с Дэвидом Ажа).
- Премия Айснера за «Лучшую новую серию» за Sex Criminals (2014) (совместно с Чипом Здарски).

### Номинации
- Премия Айснера за лучший отдельный выпуск (или One-Shot) за The Sensational Spider-Man Annual (совместно с Сальвадором Ларрока). (2008)[27]
- Премия Айснера за лучшую новую серию The Immortal Iron Fist (совместно с Эдом Брубейкером, Дэвидом Айа и другие) (2008)[27]

### Ранние работы
- AiT/Planet Lar:
  - Double Take #6-8 (с Энди Куном, 2001—2002) собранные в The Annotated Mantooth! (tpb, 96 страниц, 2002, ISBN 1-932051-05-8)
  - Last of the Independents (с Кироном Двайер, графический роман, tpb, 104 страниц, 2003, ISBN 1-932051-14-7)
- 30 Days of Night: Bloodsucker Tales #1-8: «Juarez or Lex Nova & the Case of the 400 Dead Mexican Girls» (с Беном Темплсмит, IDW Publishing, 2004—2005) собраны в 30 Days of Night: Bloodsucker Tales (hc, 200 страниц, 2005, ISBN 1-933239-11-5; tpb, 2005, ISBN 1-932382-78-X)

### Image Comics
- Four Letter Worlds: «Fate» (с Кироном Двайер, графический роман, tpb, 144 страниц, 2005, ISBN 1-58240-439-9)
- 24Seven Volume 1: «Static» (с Фрэзером Ирвинга, графический роман, tpb, 224 страниц, 2006, ISBN 1-58240-636-7)
- The Five Fists of Science (со Стивеном Сандерс, графический роман, tpb, 112 страниц, 2006, ISBN 1-58240-605-7)
- Casanova #1-14 (с Габриэлем Ба и Фабиу Муном, 2006—2008)
  - Выпуски #1-7 были собраны в качестве Album 1: Luxuria (hc, 144 страниц, 2007, ISBN 1-58240-689-8; tpb, 2008, ISBN 1-58240-897-1).
  - Серия была позже перекрашена и спрессована в два-четыре выпуска мини-серии и выпущена под Marvel Comics — Icon Comics.
- Satellite Sam #1-ongoing (с Говардом Чайкином, 2013-2015)
- Sex Criminals #1-ongoing (с Чипом Здарским, 2013-…)
- ODY-C #1-ongoing (с Кристианом Уордом, 2014-…)

### Marvel/Icon Comics
- X-Men:
  - X-Men Unlimited #9: «Dead Man Walking» (с Сэмом Китом, 2005)
  - X-Men: Divided We Stand #1: «Migas» (с Джейми МкКелви, 2008) собраны в X-Men: Divided We Stand (tpb, 136 страниц, 2008, ISBN 0-7851-3265-1)
  - Uncanny X-Men: (Июль 2008-Март 2011)
    - Manifest Destiny (hc, 208 страниц, 2009, ISBN 0-7851-3817-X; tpb, 2009, ISBN 0-7851-2451-9) включает:
      - «SFX» (с Эдом Брубейкером, Терри Додсоном и Грегом Лэндом, в #500-503, 2008)

    - Lovelorn (tpb, 136 страниц, 2009, ISBN 0-7851-2999-5) собирает:
      - «Lovelorn» (с Терри Додсоном, в #504-507, 2009)
      - «White Queen, Dark Reign» (с Митчем Брэитвайсером и Даниэлем Акуна, в Annual #2, 2009)

    - Sisterhood (tpb, 144 страниц, 2009, ISBN 0-7851-4105-7) включает:
      - «Sisterhood» (с Грегом Лэндом, в #508-511, 2009)
      - «The Origins of the Species» (с Яником Пэкеттом, в #512, 2009)

    - Dark Avengers/Uncanny X-Men: Utopia (hc, 368 страниц, 2009, ISBN 0-7851-4233-9; tpb, 2010, ISBN 0-7851-4234-7) включает:
      - Dark Reign: The Cabal: «How I Survived Apocalyptic Fire» (с Даниэлем Акуна, one-shot, 2009)
      - Dark Avengers/Uncanny X-Men: Utopia (с Марком Сильвестри, one-shot, 2009)
      - «Utopia, Parts Two & Four» (с Терри Додсоном, в #513-514, 2009)
      - «Utopia, Parts Three & Five» (с Люком Россом, в Dark Avengers #7-8, 2009)
      - Dark Avengers/Uncanny X-Men: Exodus (с Терри Додсоном и Майком Деодато, младшим, one-shot, 2009)

    - Nation X (hc, 360 страниц, 2010, ISBN 0-7851-3873-0; tpb, 2010, ISBN 0-7851-4103-0) включает:
      - Dark Reign: The List — X-Men (с Аланом Дэвисом, one-shot, 2009)
      - «Nation X» (с Грегом Лэндом и Терри Додсоном, в #515-521, 2009—2010)
      - «Ghostly» (с Уилсом Портацио, в #522, 2010)
      - «The End of the World and Everything After» (с Филом Хименесом, в #522, 2010)

    - Second Coming (hc, 392 страниц, 2010, ISBN 0-7851-4678-4; tpb, 2011, ISBN 0-7851-5705-0) включает:
      - «Parts Two, Six & Ten» (с Терри Додсоном, в #523-525, 2010)
      - «Epilogue» (с Терри Додсоном, в Second Coming #2, 2010)

    - The Birth of Generation Hope (tpb, 144 страниц, 2010, ISBN 0-7851-4643-1) включает:
      - The Heroic Age (с Уилисом Портацио, Стивеном Сандерсом и Джейми МкКелви, one-shot, 2010)
      - «The Five Lights» (с Уилисом Портацио, в #526-529, 2010)

    - Quarantine (включает #530-534, tpb, 120 страниц, 2011, ISBN 0-7851-5225-3) включает:
      - «Quarantine» (с Кирон Гиллен и Грег Лэндом, в #530-534, 2011)
- The Immortal Iron Fist Omnibus (Февраль 2007-Август 2008) (hc, 560 страниц, 2009, ISBN 0-7851-3819-6) включает:
  - «Prologue» (с Эдом Брубейкером и Дэвидом Аджа, в Civil War: Choosing Sides one-shot, 2006)
  - «The Last Iron Fist Story» (с Дэвидом Аджа, Тревером Форманом, Джоном Северином, Рассом Хит-младшим и Салом Буссема, в #1-6, 2007)
  - «The Pirate Queen of Pinghai Bay» (с Тревером Форманом, Леандро Фернандесом и Кхари Эвансом, в #7, 2007)
  - «Men of a Certain Deadly Persuasion» (с Дэном Бреретон, Говардом Чайкином и Еленой Кевик-Джорджевич, в Annual #1, 2007)
  - «The 7 Capital Cities of Heaven» (с Дэвидом Аха, Ройем Мартинесом, Скоттом Коблишем, Kano, Хавьером Пулидо, Тонси Зоничем и Клейем Манном, в #8-14, 2007—2008)
  - Orson Randall and the Green Mist of Death (с Митчем Брейвейсером, Рассом Хит-младшим, Ником Драготта и Льюиса Лароса, one-shot, 2008)
  - «The Story of the Iron Fist Bei Bang-Wen (1827—1860)» (с Кхари Эванс, в #15, 2008)
  - «Happy Birthday Danny» (с Девидом Аджа, в #16, 2008)
- Punisher War Journal v2 (Январь, 2007-Февраль, 2009):
  - Civil War (hc, 144 страниц, 2007, ISBN 0-7851-2775-5; tpb, 2007, ISBN 0-7851-2315-6) включает:
    - «How I Won the War» (с Ариэлем Оливетти, в #1-3, 2007)
    - «Small Wake for a Tall Man» (с Майком Деодато-младшим, в #4, 2007)

  - Goin' Out West (hc, 168 страниц, 2007, ISBN 0-7851-2852-2; tpb, 2008, ISBN 0-7851-2636-8) включает:
    - «Goin' Out West» (с Ариэлем Оливетти, в #5-10, 2007)
    - «Heroes and Villains» (с Леандро Фернандесом, в #11, 2007)

  - Hunter/Hunted (hc, 152 страниц, 2008, ISBN 0-7851-3021-7; tpb, 2008, ISBN 0-7851-2664-3) включает:
    - «World War Frank» (с Ариэлем Оливетти, в #12, 2007)
    - «Hunter/Hunted» (с Кори Уокером и Скоттом Вегенером, в #13-15, 2008)
    - «The Survivor’s Guild» (с Говардом Чайкином, в #16, 2008)
    - «How I Survived the Good Ol' Days» (с Говардом Чайкином, в #17, 2008)

  - Jigsaw (hc, 144 страниц, 2008, ISBN 0-7851-3022-5; tpb, 2009, ISBN 0-7851-2964-2) включает:
    - «Jigsaw» (с Риком Ремендером и Говардом Чайкином, в #18-23, 2008)

  - Secret Invasion (включает #24-26, hc, 120 страниц, 2009, ISBN 0-7851-3148-5; tpb, 2009, ISBN 0-7851-3170-1) включает:
    - «Secret Invasion» (с Говардом Чайкином, в #24-25, 2008—2009)
    - «Finale» (с Энди Макдональдом, в #26, 2009)
- The Sensational Spider-Man Annual #1: «To Have and to Hold» (с Сальвадором Ларрока, 2007) включает в Peter Parker, Spider-Man: Back in Black (hc, 336 страниц, 2007, ISBN 0-7851-2920-0; tpb, 2008, ISBN 0-7851-2997-9)
- The Order (Сентябрь 2007- Июнь 2008)(с Барри Китсоном, 2007—2008) собранные в:
  - The Next Right Thing (включает #1-5, tpb, 128 страниц, 2008, ISBN 0-7851-2795-X)
  - California Dreaming (включает #6-10, tpb, 120 страниц, 2008, ISBN 0-7851-2796-8)
- The Invincible Iron Man (Май 2008-Октябрь 2012) (с Сальвадором Ларрока, 2008—2012) включает в:
  - The Five Nightmares (включает #1-7, hc, 184 страниц, 2008, ISBN 0-7851-3461-1; tpb, 2009, ISBN 0-7851-3412-3)
  - World’s Most Wanted: Book 1 (включает #8-13, hc, 152 страниц, 2009, ISBN 0-7851-3828-5; tpb, 2010, ISBN 0-7851-3413-1)
  - World’s Most Wanted: Book 2 (включает #14-19, hc, 160 страниц, 2010, ISBN 0-7851-3935-4; tpb, 2010, ISBN 0-7851-3685-1)
  - Stark Disassembled (включает #20-24, hc, 136 страниц, 2010, ISBN 0-7851-4554-0; tpb, 2011, ISBN 0-7851-3686-X)
  - Stark Resilient: Book 1 (включает #25-28, hc, 128 страниц, 2010, ISBN 0-7851-4555-9; tpb, 2011, ISBN 0-7851-4556-7)
  - Stark Resilient: Book 2 (включает #29-33, hc, 136 страниц, 2011, ISBN 0-7851-4834-5; tpb, 2011, ISBN 0-7851-4835-3)
  - My Monsters (включает #500, 500.1 и Annual #1, hc, 168 страниц, 2011, ISBN 0-7851-4836-1; tpb, 2011, ISBN 0-7851-4837-X)
  - The Unfixable (включает #501-503 и FCBD '10: Iron Man/Thor one-shot, hc, 120 страниц, 2011, ISBN 0-7851-5322-5; tpb, 2012, ISBN 0-7851-5323-3)
  - Fear Itself (собирает Fear Itself #7.3 и #504-509, hc, 168 страниц, 2012, ISBN 0-7851-5773-5; tpb, 2012, ISBN 0-7851-5774-3)
  - Demon (собирает #510-515, hc, 144 страниц, 2012, ISBN 0-7851-6046-9; tpb, 2013, ISBN 0-7851-6047-7)
  - Long Way Down (собирает #516-520, hc, 112 страниц, 2012, ISBN 0-7851-6048-5; tpb, 2013, ISBN 0-7851-6049-3)
  - The Future (собирает #521-527, hc, 152 страниц, 2013, ISBN 0-7851-6521-5; tpb, 2013, ISBN 0-7851-6522-3)
- Thor:
  - Thor: Ages of Thunder (hc, 160 страниц, 2009, ISBN 0-7851-3567-7; tpb, 2009, ISBN 0-7851-3568-5) собирает:
    - Ages of Thunder (с Патриком Зирчером, one-shot, 2008)
    - Reign of Blood (с Патриком Зирчером, one-shot, 2008)
    - Man of War (с Патриком Зирчером и Клейем Манном, one-shot, 2009)
    - God-Sized Special (с Даниэлем Бреретоном, Дугом Брейтуэйтом, Майком Оллредом и Мигельем Сепульведа, one-shot, 2009)

  - Secret Invasion: Thor #1-3 (с Дагом Брейтуэйтом, 2008) собранные в Secret Invasion: Thor (tpb, 96 страниц, 2009, ISBN 0-7851-3426-3)
  - Thor #615-621 (Сентябрь 2010- Март 2011) (с Паскалем Ферри, 2010—2011) собранные в Thor: The World Eaters (hc, 216 страниц, 2011, ISBN 0-7851-4838-8; tpb, 2011, ISBN 0-7851-4839-6)
  - Fear Itself #1-7 (со Стюартом Иммоненом, 2011) собранные в Fear Itself (hc, 240 страниц, 2012, ISBN 0-7851-5662-3; tpb, 2012, ISBN 0-7851-5663-1)
  - The Mighty Thor (Апрель 2011- Октябрь 2012):
    - Volume 1 (hc, 144 страниц, 2011, ISBN 0-7851-5691-7; tpb, 2012, ISBN 0-7851-5624-0) собирает:
      - «The Galactus Seed» (с Оливьером Коайпелом, в #1-6, 2011)

    - Volume 2 (hc, 168 страниц, 2012, ISBN 0-7851-6243-7; tpb, 2012, ISBN 0-7851-5625-9) собирает:
      - «Fear Itself: In the Beginning…» (с Паскуалем Ферри, в #7, 2011)
      - Fear Itself #7.2 (с Адамом Кубертом, 2012)
      - «The Mighty Tanarus» (с Паскуалем Ферри и Пепе Ларразом, в #8-12, 2012)

    - Volume 3 (hc, 136 страниц, 2012, ISBN 0-7851-6166-X; tpb, 2013, ISBN 0-7851-6167-8) собирает:
      - «Battles Past» (с Барри Китсоном, в #12.1, 2012)
      - «The Neverending Nightmare» (с Пепе Ларразом, в #13-17, 2012)

    - Everything Burns (hc, 216 страниц, 2013, ISBN 0-7851-6168-6; tpb, 2013, ISBN 0-7851-6169-4) собирает:
      - «Prologue» (с Кироном Гилленом и Аланом Дэвисом, в #18, 2012)
      - «Parts the Second, the Fourth and the Sixth» (с Кироном Гилленом и Кармине Ди Джандоменико, в #19-21, 2012)
      - «Finale» (с Барри Китсоном, в #22, 2012)
- The Amazing Spider-Man: Presidents' Day Celebration: «Gettysburg Distress!» (с Энди Макдональдом, one-shot, 2009)
- Captain America: Who Won’t Wield the Shield?: «The Incredibly Normal and Bourgeois Idea of Doctor America, Occult Operative of Liberty» (с Говардом Халлис и Бренданом Маккарти, one-shot, 2010)
- Casanova (с Габриэлем Ба и Фабиу Муном, 2010—2012) собранные в:
  - Luxuria (собирает v1 #1-4, tpb, 160 страниц, 2011, ISBN 0-7851-4862-0)
  - Gula (собирает v2 #1-4, tpb, 136 страниц, 2012, ISBN 0-7851-4863-9)
  - Avaritia (собирает v3 #1-4, tpb, 152 страниц, 2012, ISBN 0-7851-4864-7)
- Shattered Heroes (с Крисом Йостом и Калленовом Банна):
  - Fear Itself: The Fearless #1-12 (с Марком Багли и Полом Пеллетье, 2011—2012)
  - Battle Scars #1-6 (с Скотом Итоном, 2011—2012)
- Defenders (Декабрь 2011-Ноябрь 2012):
  - Volume 1 (tpb, 136 страниц, 2012, ISBN 0-7851-5851-0) включает:
    - «The Shaman of Greenwich Village» (с Терри Додсоном, в Marvel: Point One, 2011)
    - «Breaker of Worlds» (с Терри Додсоном, в #1-3, 2012)
    - «Strange: The French Drop» (с Майклом Ларком, в #4, 2012)
    - «Namor: The 99 Daughters of Pontus» (с Митчем Брайвайсером, в #5, 2012)
    - «Iron Fist: The Confederates of the Curious» (с Виктором Ибаньесом, в #6, 2012)

  - Volume 2 (tpb, 136 страниц, 2013, ISBN 0-7851-5853-7) собирает:
    - «Shut the Engines Down» (с Джейми МкКелвайем и Мирко Пифедеричи, в #7-12, 2012)
- Avengers vs. X-Men (hc, 568 страниц, 2012, ISBN 0-7851-6317-4) включает:
  - «Round Five» (с Джоном Ромита-младшим, в #5, 2012)
  - «Round Seven» (с Оливье Коайпелем, в #7, 2012)
  - «Hawkeye vs. Angel» (с Лайнелом Фрэнсис Ю., в AvX: VS #5, 2012)
- Hawkeye (Август 2012 — Июль 2015):
  - My Life as a Weapon (tpb, 136 страниц, 2013, ISBN 0-7851-6562-2) включает:
    - «Lucky» (с Дэвидом Аха, в #1, 2012)
    - «Vagabond Code» (с Дэвидом Аха, в #2, 2012)
    - «Cherry» (с Дэвидом Аха, в #3, 2012)
    - «The Tape» (с Хавьером Пулидо, в #4-5, 2013)
    - Young Avengers Presents #6 (с Аланом Дэвисом, 2008)

  - Little Hits (tpb, 136 страниц, 2013, ISBN 0-7851-6563-0) включает:
    - «Six Days in the Life of» (с Дэвидом Аха, в #6, 2013)
    - «Untitled» (со Стивом Либера и Джесси Хаммом, в #7, 2013)
    - «My Bad Penny» (с Дэвидом Аха и Annie Wu, в #8, 2013)
    - «Enter: The Clown» (с Дэвидом Аха, в #9, 2013)
    - «Who Pulled the Trigger» (с Франческо Франкавилла, в #10, 2013)
    - «Pizza is My Business» (с Дэвидом Аха, в #11, 2013)

  - Little Hits (tpb, 136 страниц, 2013, ISBN 0-7851-6563-0) собирает:
    - "Six Days in the Life of" (с Дэвидом Аха, в #6, 2013)
    - "Untitled" (с Стивом Либером и Джесси Хаммом, в #7, 2013)
    - "My Bad Penny" (с Дэвидом Аха и Энни Ву, в #8, 2013)
    - "Enter: The Clown" (с Дэвидом Аха, в #9, 2013)
    - "Who Pulled the Trigger" (с Франческо Франкавилла, в #10, 2013)
    - "Pizza is My Business" (с Дэвидом Аха, в #11, 2013)

  - L.A. Woman (tpb, 120 страниц, 2014, ISBN 0-7851-8390-6) собирает:
    - "Hawkeye Annual" (с Хавьером Пулидо, в #1, 2013)
    - "L.A. Woman" (с Энни Ву, в #14, 2013)
    - "Recording Tape" (с Энни Ву, в #16, 2014)
    - Issue #18 (с Энни Ву, в #18, 2014)
    - Issue #20 (с Энни Ву, в #20, 2014)

  - Rio Bravo (tpb, 160 страниц, 2015, ISBN 0-7851-8531-3) собирает:
    - Issue #17 (с Крисом Элиопилосом и Дэвидом Аха, в #17, 2014)
    - Issue #12 (с Франческо Франкавилла в #12, 2013)
    - Issue #13 (с Дэвидом Аха, в #13, 2013)
    - "Fun and Games" (с Дэвидом Аха, в #15, 2014)
    - Issue #19 (с Дэвидом Аха, в #19, 2014)
    - Issue #21 (с Дэвидом Аха, в #21, 2015)
    - Issue #22 (с Дэвидом Аха, в #22, 2015)
- Fantastic Four v4 #1-16 (с Марком Багли, 2013)
- FF v2 #1-16 (с Майком Оллредом, 2013)

### Интервью
- «Half Man/Half Adequate: The Matt Fraction Q&A». Marvel.com
- «Interviews > Matt Fraction». SuicideGirls
- «What If James Bond Dug the Wu-Tang Clan». GQ,
- Tramountanas, George A. «X-POSITION: Matt Fraction». Comic Book Resources. September 3, 2008
- «A comic book writer’s secret identity revealed». The Los Angeles Times. September 6, 2009
- «Satellite Sam. Sex Criminals. Hawkeye.». GeeksUnleashed.Me. January 29, 2013

#### Аудио интервью
- Around Comics Episode 96 May 2, 2007
- Comic Geek Speak Episode 256 with Geoff Klock speaking about Casanova May 24, 2007
- Dollar Bin interview at Heroes Con 2007 June 28, 2007 (недоступная ссылка)
- Fanboy Radio Episode 392 with wife Kelly Sue DeConnick May 20, 2007
- The Cort and Fatboy Show with Matt Fraction September 18, 2012
- PCCC 9: The King of All Tracksuits with Matt Fraction March 28, 2013